# Исагаджиев, Магомед Асадуллаевич
Магомед Асадуллаевич Исагаджиев (род. 3 октября 1979) — российский борец вольного стиля, чемпион России (2002), серебряный призёр чемпионата мира (2002) и бронзовый призёр чемпионата Европы (2002). Выступал за «Профсоюзы» (Махачкала). С 2002 года входил в сборную команду страны. Завершил спортивную карьеру. Даргинец по национальности. 

## Спортивные результаты
- Чемпионат России по вольной борьбе 2002 года —

## Тренерская деятельность
С 2011 года работал директором специализированной спортивной школы олимпийского резерва имени Али Алиева.
В июне 2023 года был назначен тренером национальной сборной Исламской Республики Иран по вольной борьбе.

## Признание
- В декабре 2010 года в Леваши был проведён Первый открытый республиканский турнир по вольной борьбе на призы первого заслуженного мастер спорта из Левашинского района Магомеда Исагаджиева.[2]
- В мае 2016 года в Махачкале был проведён Открытый республиканский юношеский турнир по вольной борьбе на призы Магомеда Исагаджиева.[3]